# Artem Ivanovici Mikoian
Artem Ivanovici Mikoian (în armeană Արտյոմ Հովհաննեսի Միկոյան or Անուշավան Հովհաննեսի Միկոյան; în rusă Артём Ива́нович Микоя́н; n. 23 iulie/5 august 1905, Sanahin⁠(d), uezdul Borcealî⁠(d), Imperiul Rus – d. 9 decembrie 1970, Moscova, RSFS Rusă, URSS) a fost un proiectant de avioane sovietic, de descendență armeană. În parteneriat cu Mihail Iosifovici Gurevici el a proiectat multe din faimoasele avioane militare MiG.

## Viața timpurie și cariera
Născut în Sanahin, atunci Imperiul Rus, astăzi Lori, Armenia, care este la 100 de kilometri de-a lungul Munților Caucaz de locul de naștere a lui Iosif Stalin. El și-a terminat educația de bază și a luat o slujbă ca operator de mașină-unealtă în Rostov atunci în fabrica "Dinamo" în Moscova înainte de a fi recrutat în armată. După serviciul militar el s-a înscris la Academia Aviației Zukovski, unde a creat primul lui avion, absolvind în 1937. El a lucrat cu Polikarpov înainte să fie numit șeful unui nou birou de proiectare a avioanelor în decembrie 1939. Împreună cu Gurevici, Mikoian a format biroul de proiectare Mikoian-Gurevici, pentru a produce o serie de avioane de vânătoare. În martie 1942, Biroul a fost renumit OKB MiG (Osoboye Konstruktorskoye Büro), ANPK (Aviatsionnyy nauchno-proizvodstvennyy kompleks) și OKO MiG. Avionul MiG-1 nu a fost un început bun, MiG-3 a fost folosit din greșeală și MiG-5, 7 și 8 au fost efectiv prototipuri de cercetare.

## Proiectări de avioane cu reacție
Proiectările postbelice timpurii erau bazate pe lucrări domestice ca și avioane de vânătoare cu reacție capturate și informații furnizate de Marea Britanie sau SUA. În 1946, proiectanții sovietici tot aveau probleme în perfecționarea motorului axial de proiecție germană și proiecțiile de structură mecanică nouă și proiecții de aripă aproape sonică amenințau să depășească dezvoltarea motoarelor cu reacție de care era nevoie să le propulseze. Ministrul aviației sovietice Mihail Krunicev și proiectantul de avioane Aleksandr Sergheevici Yakovlev au sugerat lui Iosif Stalin ca Uniunea Sovietică să cumpere motoare cu reacție avansate de la englezi. Se spune că Stalin ar fi răspuns: "Ce prost ne-ar vinde secretele lui?" Totuși, el a dat încuviințare acestei propuneri, și Artem Mikoian, proiectantul de motor Vladimir Klimov, și alți oficiali au călătorit spre Regatul Unit pentru a cere motoarele. Spre surprinderea lui Stalin, guvernul laburist britanic și Ministrul de Comerț pro-sovietic (Sir Stafford Cripps) erau dispuși să furnizeze informații tehnice și chiar o licență să fabrice motorul cu reacție centrifugal Rolls-Royce Nene. Motorul era invers inginerat și produs în formă modificată ca motorul cu reacție Klimov VK-1 sovietic, mai târziu încorporat în avionul MiG-15 (Rolls-Royce mai târziu a încercat să revendice 207 lire sterline în onorarii, fără succes).
În interimat, pe 15 aprilie 1947, Consiliul de Miniștri a emis un decret #493-192, ordonând Biroului Mikoian să construiască două prototipuri pentru un avion de vânătoare cu reacție. În timp ce decretul a chemat pentru primele zboruri în decembrie același an, proiectanții la OKB-155 s-au retras la un proiect timpuriu problematic, MiG-9 în 1946. Avionul MiG-9 suferea din cauza unui motor nesigur și a unor probleme de control.
I-270, un prototip bazat pe concepte germane, dezvoltat în I-310 în Uniunea Sovietică și în F-86 în Statele Unite.

## Munca de mai târziu
Din 1952 Mikoian de asemenea a proiectat sisteme de rachetă pentru a echipa în mod special avioanele lui, ca avionul faimos MiG-21. El a continuat să dezvolte avioane de vânătoare de mare performanță prin anii 1950 și 1960.
El a fost premiat cu cea mai înaltă onoare civilă, Eroul Muncii Socialiste și a fost un deputat în șase Soviete Supreme. Fratele lui mai mare, Anastas Ivanovici Mikoian, a fost un politician superior sovietic.
După moartea lui Mikoian, numele biroului de proiectare a fost schimbat din Mikoian-Gurevici în Mikoian. Totuși, numele a rămas MiG.